# Sauropus calcareus
Sauropus calcareus là một loài thực vật có hoa trong họ Diệp hạ châu. Loài này được M.R.Hend. miêu tả khoa học đầu tiên năm 1933.